# Adoretus hanoiensis
Adoretus hanoiensis är en skalbaggsart som beskrevs av Frey 1972. Adoretus hanoiensis ingår i släktet Adoretus och familjen Rutelidae. Inga underarter finns listade i Catalogue of Life.